# Saturn (rakete)
Porodicu raketa Saturn konstruirali su Njemački raketni inženjeri pod vodstvom Wernhera von Brauna za lansiranje teških tereta u Zemljinu orbitu i dalje. Rakete Saturn korištene su zato za program ljudskog leta na Mjesec - projekt Apollo. Najvažnije rakete iz porodice bile su Saturn IB i Saturn V.

## Rakete iz porodice Saturn
- Saturn I
- Saturn IB
- Saturn V

| ime       | godina        | masa         | visina  | promjer | nosivost u nisku orbitu | nosivost u Mjesečevu orbitu | broj lansiranja |
| --------- | ------------- | ------------ | ------- | ------- | ----------------------- | --------------------------- | --------------- |
| Saturn I  | 1961. – 1965. | 509,660 kg   | 55 m    | 6.52 m  | 9,000 kg                | 2,200 kg                    | 10              |
| Saturn IB | 1966. – 1975. | 589,770 kg   | 68 m    | 6.6 m   | 15,300 kg               |                             | 9               |
| Saturn V  | 1967. – 1973. | 3,038,500 kg | 110.6 m | 10.1 m  | 118,000 kg              | 47,000 kg                   | 13              |